# مشهدسرا
مشهدسرا، روستایی است در اتاق‌سرا (بابل) از توابع بخش گتاب شهرستان بابل در استان مازندران ایران.

## جمعیت
این روستا در دهستان گتاب جنوبی قرار دارد و براساس سرشماری مرکز آمار ایران در سال ۱۳۸۵، جمعیت آن ۴۰۷ نفر (۱۰۰خانوار) بوده‌است.